# 与蔵峠
与蔵峠（よぞうとうげ）は、山形県最上郡鮭川村と酒田市を結ぶ峠である。標高685m。

## 概要
与蔵峠は、もともと多賀城と城輪柵との間の連絡路の一つとして開削されたと推定され、最上地方と庄内地方を結ぶ古道として知られるが、専ら脇街道であり、歴史上メインルートであった時期はない。峠には「与蔵沼」があり、鬱蒼とした森の中に美しい湖面を湛えている。与蔵の名の語源は、昔、与蔵沼に夫婦とその子供与蔵が訪れた際、沼のヌシに断らずに勝手に魚をとって食べてしまったため、子供の姿が龍に変わってしまい、天に消えて行ったという当地に伝わる伝説によるものである。異説として、当地に息づく「鮭・鱒崇拝」の習俗から、鮭川村で鮭を表す方言「ヨウ」に語源を求める説もある。
現在は、峠の起点と終点に山形県道315号平田鮭川線が通っており、その未成区間にあたる区間に、ふるさと林道「羽州湯の里線」があり、車による通り抜けが可能である。
全線が未舗装で、急坂も存在する極めて危険な悪路である。また、酒田共同火力発電所から最上地方・村山地方へと向かう東北電力鉄塔の維持管理や林業管理の為、日常の作業道路として使われている。
なお、車道は厳密には与蔵峠ではない。本来の与蔵峠は、ふるさと林道から分岐した登山道を歩いて向かうことになる。
かつて、与蔵峠越えが新庄市と酒田市をほぼ一直線に結ぶ最短ルートであるとして、この区間に地域高規格道路を通し、与蔵峠を長大トンネルで縦貫する計画が検討されたこともあったが、諸々の都合により計画が立ち消えになり、それに代わって、国道47号に沿って新庄酒田道路が整備中である。地元では引き続き、与蔵峠を安全に越えられる道路にするため、道路整備を陳情している。